# Svetlana Svetlitchnaïa
Svetlana Afanassievna Svetlitchnaïa (en russe : Светлана Афанасьевна Светличная), née le 15 mai 1940 à Léninakan (République socialiste soviétique d'Arménie, URSS) et morte le 16 novembre 2024 à Moscou (Russie), est une actrice soviétique puis russe.

## Biographie
Svetlana Svetlitchnaïa naît le 15 mai 1940 à Léninakan, en RSS d'Arménie. Son père est militaire et la famille déménage souvent au gré de ses mutations. La future actrice commence sa scolarité à Okhtyrka. Elle poursuit des études secondaires, dont elle sort diplômée, à Sovietsk, dans la région de Kaliningrad. En 1958, lorsque son père prend sa retraite, la famille s'installe à Melitopol. La même année, Svetlana Svetlitchnaïa réussit le concours d'entrée de l'Institut national de la cinématographie (VGIK), où elle étudie dans la classe de Mikhaïl Romm.
Diplômée en 1963, elle devient actrice du Théâtre national d'acteur de cinéma. Elle fait ses débuts au cinéma en 1960, dans La Berceuse de Mikhaïl Kalik.
En 1968, elle tient le rôle mémorable de la tentatrice fatale Anna Sergueïevna dans Le Bras de diamant, une comédie de Leonid Gaïdaï. L'actrice y incarne avec humour un type de femme absolument nouveau pour l'époque — moderne, élégante, sexuellement libérée. Qui plus est, elle y joue la première scène de striptease dans le cinéma soviétique.
Elle reçoit le titre honorifique d'artiste émérite de la république socialiste fédérative soviétique de Russie en 1974. Elle est également lauréate de la médaille Pouchkine en 1999.

### Vie privée
Svetlana Svetlitchnaïa est mariée avec l'acteur Vladimir Ivachov jusqu'à la mort de ce dernier en 1995. Ensemble, ils ont deux fils, Oleg et Alexeï.

## Filmographie partielle
- 1959 : La Berceuse (Колыбельная) de Mikhaïl Kalik : Nata
- 1964 : J'ai vingt ans (Мне двадцать лет) de Marlen Khoutsiev : Svetlana
- 1966 : La Vivandière (Стряпуха) de Edmond Keossaian : Pavlina Khuternaya
- 1968 : Le Bras de diamant (Бриллиантовая рука) de Leonid Gaïdaï : Anna Sergueïevna
- 1968 : Les Nouvelles aventures des insaisissables (Новые приключения неуловимых) d'Edmond Keossaian : dame au manteau de zibeline
- 1968 : Aimer  (Любить…) de Mikhaïl Kalik et Inna Toumanian : fille du Nord
- 1969 : Non justiciable (Неподсуден) de Vladimir Krasnopolski : hôtesse de l'air
- 1971 : Tiens-toi aux nuages (Держись за облака) de Péter Szász et Boris Grigoriev : Milly Vimerford
- 1973 : Dix-sept Moments de printemps (Семнадцать мгновений весны)  de Tatiana Lioznova : Gaby (série télévisée en douze épisodes)
- 1974 : Skvorets i Lyra (Скворец и Лира) de Grigori Alexandrov : Henriette
- 1979 : Il ne faut jamais changer le lieu d'un rendez-vous (Место встречи изменить нельзя) de Stanislav Govoroukhine : Nadia
- 1983 : Anna Pavlova (Анна Павлова) d'Emil Loteanu : Macha (série télévisée)
- 2004 : Déesse : Comment je suis tombée amoureuse (Богиня: Как я полюбила) de Renata Litvinova : spectre de la mère
- 2012 : The Girl and Death de Jos Stelling : vieille Nina